# Ермір Рашиця
Ермір Рашиця (алб. Ermir Rashica; нар. 24 березня 2004, Митровиця, Косово) — албанський та косовський футболіст, правий вінгер харківського «Металіста 1925».

## Клубна кар'єра
Народився в косовському місті Митровиця. Вихованець академії «Трепча'89». За першу команду вище вказаного клубу дебютував 13 серпня 2022 року в нічийному (2:2) домашньому поєдинку 1-го туру Суперліги Косова проти «Дріти». Ермір вийшов на поле на 46-й хвилині замість Блеона Секіраки, а на 85-й хвилині його замінив Даніель Тетте. У сезоні 2022/23 років провів 6 поєдинків у вищому дивізіоні чемпіонату Косова.
24 серпня 2023 року підписав контракт зі «Скендербеу». Дебютував за нову команду 26 серпня 2023 року в переможному (1:0) домашньому поєдинку 1-го туру албанської Суперліги проти «Егнатії». Ермір вийшов на поле в стартовому складі, а на 69-й хвилині його замінив Греслід Ліка. Першим голом за «Скендербеу» відзначився 1 жовтня 2023 року на 83-й хвилині (реалізував пенальті) переможного (1:0) домашнього поєдинку 7-го туру Суперліги Албанії проти столичного «Партизані». Рашица вийшов на поле в стартовому складі, а на 90+3-й хвилині його замінив бразилець Юрі Мерлім. За півтора сезони в «Скендербеу» зіграв 58 матчів (16 голів) у чемпіонаті Албанії, ще 2 поєдинки провів у кубку Албанії.
У січні 2025 року зацікавив київське «Динамо», але далі зацікавленості справа не пішла. 14 лютого 2025 року підписав 3,5-річний контракт з «Металістом 1925». За даними інтернет-порталу Transfermarkt харків'яни за албанського вінгера заплатили 300 000 євро.

## Кар'єра в збірній
На початку кар'єру представляв юнацьку збірну Косова (U-19), у футболці якої дебютував 18 грудня 2021 року в нічийному (3:3) виїзному товариському матчі проти юнацької збірної Північної Македонії (U-20). Ермір вийшов на поле в стартовому складі, а на 46-й хвилині його замінив Аріаніт Хасані. Єдиним голом за юнацьку збірну Косова відзначився 28 березня 2022 року на 60-й хвилині нічийного (2:2) виїзного товариського поєдинку проти однолітків з Албанії. Рашица вийшов на поле в стартовому складі та відіграв увесь матч. Загалом за юнацьку збірну Косова зіграв 6 поєдинків, в яких відзначився 1-м голом.
Після переїзду до Албанії вирішив на міжнародній арені представляти саме цю країну. У футболці молодіжної збірної Албанії дебютував 17 листопада 2023 року в програному (0:5) виїзного поєдинку групи Е молодіжного чемпіонату Європи проти Румунії. Ермір вийшов на поле на 46-й хвилині замість Агана М'які. Першим голом за албанську «молодіжку» відзначився 15 листопада 2024 року на 10-й хвилині нічийного (1:1) виїзного товариського поєдинку проти Молдови. Ермір вийшов на поле в стартовому складі, а на 77-й хвилині його замінив Ельмедін Рама.

## Стиль гри
Виступає переважно на позиції правого вінгера, але здатний також зіграти й на позиції лівого вінгера або центрального нападника.

## Статистика виступів

### Клубна
Станом на 7 січня 2025 року
| Клуб              | Сезон             | Ліга              | Ліга  | Ліга | Кубок | Кубок | Конт. кубок | Конт. кубок | Інші  | Інші | Загалом | Загалом |
| Клуб              | Сезон             | Дивізіон          | Матчі | Голи | Матчі | Голи  | Матчі       | Голи        | Матчі | Голи | Матчі   | Голи    |
| ----------------- | ----------------- | ----------------- | ----- | ---- | ----- | ----- | ----------- | ----------- | ----- | ---- | ------- | ------- |
| «Трепча'89»       | 2022–23           | Суперліга Косова  | 6     | 0    | 0     | 0     | —           | —           | —     | —    | 6       | 0       |
| «Трепча'89»       | Загалом           | Загалом           | 6     | 0    | 0     | 0     | —           | —           | —     | —    | 6       | 0       |
| «Скендербеу»      | 2023–24           | Суперліга Албанії | 36    | 8    | 1     | 0     | —           | —           | —     | —    | 37      | 8       |
| «Скендербеу»      | 2024–25           | Суперліга Албанії | 19    | 7    | 0     | 0     | —           | —           | —     | —    | 19      | 7       |
| «Скендербеу»      | Загалом           | Загалом           | 55    | 15   | 1     | 0     | —           | —           | —     | —    | 56      | 15      |
| Усього за кар'єру | Усього за кар'єру | Усього за кар'єру | 61    | 15   | 1     | 0     | 0           | 0           | 0     | 0    | 62      | 15      |